# Ufaneftechim
Ufaneftechim (russ. Уфанефтехим) ist ein Mineralölunternehmen aus Russland. Die Geschäftsstelle der Gesellschaft befindet sich in Ufa. Ufaneftekhim ist ein Tochterunternehmen des russischen Unternehmens Baschneft, das zu den größten russischen Erdölproduzenten gehört und selbst ein Tochterunternehmen von Rosneft ist.
Ufaneftechim produziert aus Erdöl und Gaskondensat die üblichen Mineralölprodukte einer Erdölraffinerie (einschließlich Schwefel).
Die Verarbeitungskapazität beträgt 9,5 Millionen Tonnen Rohöl pro Jahr.
Der Umsatz im 1. Halbjahr 2011 betrug 9,071 Mrd. Rubel.